# Прец (Штральзунд)
Прец (нем. Preetz) — община в Германии, в земле Мекленбург-Передняя Померания.
Входит в состав района Северная Передняя Померания. Подчиняется управлению Альтенплен. Население составляет 966 человек (на 31 декабря 2010 года). Занимает площадь 14,15 км².